# Практично число
В теория на числата, практичното число (още и панаритмично число) е положително цяло число n, такова че всички по-малки от него положителни числа могат да бъдат представени като сборове на отделните делители на n. Например, 12 е практично число, защото всички числа от 1 до 11 могат да бъдат представени като сборове на делителите на 12, т.е., 1, 2, 3, 4 и 6. Проверката за останалите числа, различни от делителите, показва: 5 = 3 + 2, 7 = 6 + 1, 8 = 6 + 2, 9 = 6 + 3, 10 = 6 + 3 + 1, и 11 = 6 + 3 + 2.
Редицата на практическите числа (редица A005153 в OEIS) започва с:
1, 2, 4, 6, 8, 12, 16, 18, 20, 24, 28, 30, 32, 36, 40, 42, 48, 54, 56, 60, 64, 66, 72, 78, 80, 84, 88, 90, 96, 100, 104, 108, 112, 120, 126, 128, 132, 140, 144, 150...
Практичните числа са използвани от Фибоначи в труда му Liber Abaci (1202) във връзка със задачата за представяне на рационалните числа като египетски дроби. Фибоначи не дефинира формално практическите числа, но дава таблица с изчислени египетските дроби в случаите на знаменатели - практични числа.
Терминът „практично число“ е даден от Сринивасан (1948), който задава теоретикочисловите свойства на тези числа и е първият, който прави опит да ги класифицира - труд довършен от Бони Стюарт (1954) и Вацлав Серпински (1955). Тази характеризация прави възможно да се определи дали едно число е практично чрез изследване на представянето му като произведение от прости множители (факторизация). Всяко четно съвършено число и всяка степен на числото 2 се явяват практични числа.
За практичните числа е показано, че са аналогични на простите числа по много от своите свойства.
|  | Тази страница частично или изцяло представлява превод на страницата Practical number в Уикипедия на английски. Оригиналният текст, както и този превод, са защитени от Лиценза „Криейтив Комънс – Признание – Споделяне на споделеното“, а за съдържание, създадено преди юни 2009 година – от Лиценза за свободна документация на ГНУ. Прегледайте историята на редакциите на оригиналната страница, както и на преводната страница, за да видите списъка на съавторите. ВАЖНО: Този шаблон се отнася единствено до авторските права върху съдържанието на статията. Добавянето му не отменя изискването да се посочват конкретни източници на твърденията, които да бъдат благонадеждни. |